# رگناروک آنلاین
رگناروک آنلاین (به کره‌ای: 라그나로크 온라인؛ به بازار عرضه شده با عنوان Ragnarök، و با نام فرعی سرنوشت نهایی خدایان؛ به انگلیسی: The Final Destiny of the Gods) یک بازی ویدئویی در سبک نقش‌آفرینی برخط چندنفره گسترده است که توسط گراویتی بر پایه مانهوای رگناروک اثر لی میونگ جین، ساخته شده است.
رگناروک آنلاین در ۳۱ اوت ۲۰۰۲ در کره جنوبی برای مایکروسافت ویندوز منتشر شد. این بازی، یک مجموعه پویانمایی به نام رگناروک، انیمیشن و یک بازی دنباله‌دار به نام رگناروک آنلاین ۲: افسانه دوم را تولید کرده است. شخصیت‌های بازیکن در دنیایی با محیط بازی وجود دارند که با گذشت زمان به تدریج تغییر می‌کند. تغییرات عمده در ویژگی‌ها و تاریخچه جهان به عنوان قسمت‌هایی در خط زمانی RO رخ می‌دهد.

## تاریخچه
در سال ۲۰۱۰، سرورهای رسمی بازی Ragnarok Online تغییرات گسترده‌ای در سیستم بازی تجربه کردند که با عنوان "Renewal" شناخته می‌شود. این به‌روزرسانی مکانیک‌های بازی را متحول کرد، رفتار و تعامل آمارها، تجهیزات و اصلاح‌کننده‌ها در سیستم آماری را تغییر داد، روش و مقدار تجربه‌ی شخصیت‌ها را دگرگون ساخت و کلاس‌های شغلی سطح ۳ را معرفی نمود. تغییرات متعدد دیگری نیز همراه با "Renewal" ارائه شد، از جمله اصلاحات رابط کاربری، تغییرات کلیدهای میانبر و تعدیل مهارت‌ها.
در ۲۵ مه ۲۰۱۸ (مصادف با تاریخ اجرای مقررات عمومی حفاظت از داده‌های اتحادیه اروپا)، سرورهای Ragnarok Online و Ragnarok Online 2 در بیشتر مناطق اروپا (به استثنای کشورهای مستقل مشترک‌المنافع) تعطیل شدند. همچنین سرورهای مالزی، سنگاپور و فیلیپین (MSP) این بازی در ۲۸ نوامبر ۲۰۲۱ به فعالیت خود پایان دادند.